# Chodów
Chodów är en by i Powiat kolski i det polska vojvodskapet Storpolen. Chodów är beläget 27 kilometer öster om Koło och 144 kilometer öster om Poznań.